# 3 EPs
3 EPs es un CD de la banda neozelandésa Tall Dwarfs, lanzado 1994 por Flying Nun Records. El CD consiste de tres partes, A Question Of Medical Ethics, Up The down Staircase y Sam's Spaniel, las cuales también fueron lanzadas como tres EPs juntos en formato de vinilo dentro de un boxset.

## Lista de canciones[3][4]
Todas las canciones fueron escritas por Bathgate y Knox excepto donde se marca.
A Question Of Medical Ethics
1. "For All the Walters in the World"
2. "Entropy"
3. "What Goes Up"
4. "Highrise"
5. "Starry Eyed & Wooly Brained" (sic)
6. "Folding"

Up The Down Staircase
1. "Neusyland"
2. "Two Dozen Lousy Hours"
3. "Bob's Yer Uncle"
4. "More 54"
5. "Archaeopteryx"
6. "Aint It Funny"

Sam's Spaniel
1. "Senile Dementia" (escrita por Bathgate, Knox, Nastanovich, Kannberg)
2. "Bee to Honey"
3. "Postmodern Deconstructivist Blues" (escrita por Bathgate, Knox, Nastanovich, Kannberg)
4. "Kidstuff"
5. "Self-Deluded Dream Boy (In A Mess)"
6. "Our Advice to You"